# Équipe en soutien opérationnel virtuel
Équipe en soutien opérationnel virtuel (ESOV), aussi connue sous le nom d'équipe de volontaires numériques en situation d'urgence, désigne une équipe visant à la gestion des urgences et à la gestion des catastrophes, en tirant parti des nouvelles technologies, notamment via Internet et les médias sociaux, appelées médias sociaux en gestion d'urgence.

## Historique
Le concept d'ESOV est la traduction de son acronyme anglais VOST (pour Virtual Operations Support Team). Il a été employé pour la première fois le 14 mars 2011 par Jeff Phillips, coordinateur d'urgence pour Los Ranchos de Albuquerque.
En 2011, la Croix-Rouge américaine lance une équipe de volontaires numériques à son siège à Washington, ce qui en fait le premier Centre d'opérations d'urgence numérique.

## Concept
Le principe des ESOV est que des volontaires, qui peuvent être bénévoles ou professionnels, viennent en appui sur la gestion de crise aux autorités publiques. Elles utilisent les nouvelles technologies en opérant à distance notamment Internet et les médias sociaux pour faire de la remontée d'information.
Ces Équipes en Soutien Opérationnel Virtuel, bien que réalisant du soutien réel, le font à distance et pas nécessairement toutes au même endroit. Les volontaires peuvent être situés à des milliers de kilomètres de la catastrophe et les uns des autres, et travaillent de la même manière qu'en télétravail.

## Rôle
Les rôles que les ESOV tiennent ou sont attribués par les autorités diffèrent selon les pays :
- Hors temps de crise :
  - veiller les médias sociaux,
  - prévenir et informer la population sur les risques majeurs,
  - entretenir des liens avec les pouvoirs publics et la population ;
- En temps de crise:
  - aider et orienter à la fois les autorités de protection/sécurité civile par le biais de la recherche d'information sur les médias sociaux (compréhension de l’événement, détection des signaux faibles ou des angles morts, réalisation de cartographie opérationnelle),
  - aider et orienter la population en difficulté, favoriser l'entraide sur le terrain,
  - relayer la communication des autorités publiques,
  - vérifier, corriger l’événement et couper court aux rumeurs, détecter les infox.

Selon la cinétique de la crise ou de la catastrophe, la mise en place d'ESOV peut être de courte durée (quelques heures), de moyenne durée (quelques jours) ou de plus longue durée.
Les équipes peuvent être composées de bénévoles ou mises en place par les pouvoirs publics ou autorités et sont donc professionnelles. Ces équipes peuvent se compléter et interagir entre elles selon des modalités d'action définies en amont.

## Organisation par pays

### En France
En France, en 2020, une seule association (VISOV, créée en janvier 2014), composée entièrement de bénévoles, s'occupe de ce rôle d'ESOV. Elle est en lien étroit avec plusieurs service départementaux d'incendie et de secours (SDIS) et états-majors de zone de défense par le biais de conventions de partenariat.
Quelques service départementaux d'incendie et de secours, notamment celui du Gard ont organisé en interne une réponse de soutien opérationnel virtuel, mais cela demeure exceptionnel.